# Jane Addams

Jane Addams (1914)

Jane Laura Addams (* 6. September 1860 in Cedarville, Stephenson County, Illinois; † 21. Mai 1935 in Chicago, Illinois) war eine US-amerikanische Feministin, Soziologin und engagierte Journalistin der Friedensbewegung Anfang der 1920er Jahre. Sie war eine Wegbereiterin der Sozialen Arbeit und gründete 1889 in Chicago das Hull House, das heute als Museum besteht. 1931 erhielt sie zusammen mit Nicholas Murray Butler den Friedensnobelpreis.

## Leben und Werk

### Familie, Bildung, Privatleben
Jane Addams’ Eltern waren John H. Addams (1822–1881), Mühlenbesitzer und später republikanischer Staatssenator in Illinois, und Sarah Weber Addams, geborene Weber (1817–1863). Sie hatte vier Schwestern und drei Brüder: Mary Catherine Addams (1845–1894); Georgiana Addams (1849–1850); Martha Addams (1850–1867); John Weber Addams (1852–1918); Sarah Alice Addams (1853–1915); Horace Addams (1855–1855); George Weber Addams (1857–1859). Als Addams zwei Jahre alt war, verstarb ihre Mutter. Danach vermählte sich ihr Vater 1864 erneut. Er heiratete die Witwe Anna Hostetter Haldeman (1828–1919). Diese brachte zwei eigene Kinder mit in die Familie, Henry Winfield Haldeman (1848–1905) und George Bowman Haldeman (1861–1909).
Nach ihrem Schulabschluss wollte Addams am Smith College studieren, aber ihr Vater gestattete ihr nicht, so weit weg zu fahren. Ihren College-Abschluss machte sie stattdessen am Rockford Female Seminary, der späteren Rockford University in Rockford. Hier lernte sie Ellen Gates Starr kennen, mit der sie eine intensive Freundschaft verband. Nach ihrem Abschluss in Rockford studierte Addams Medizin, brach das Studium jedoch ab, weil sie aus der schweren Arbeit wenig Inspiration nahm. Wie in ihrer Zeit für unverheiratete Frauen üblich, kehrte sie in ihr Elternhaus zurück, um betagte Familienangehörige zu pflegen.
1881 starb ihr Vater, und sie verfiel in eine tiefe Depression. Zwei Jahre später bereiste sie gemeinsam mit ihrer Stiefmutter England und Deutschland, später außerdem Spanien, Italien und Frankreich. Nach ihrer Rückkehr aus Europa nahm Addams ihre Freundschaft mit Starr wieder auf, und die beiden reisten gemeinsam nach London, um die Toynbee Hall zu besuchen.
1890 lernte Jane Addams Mary Rozet Smith kennen und führte mit ihr eine Partnerschaft, die bis zu Smiths Tod 1933 andauerte. Sie bezeichnete die Beziehung als „Ehe“, auch wenn diese weder gesetzliche noch kirchliche Anerkennung hatte. Smith war die Tochter eines wohlhabenden Papierfabrikanten und leitenden Angestellten der Illinois Central Railroad. Sie pflegte Addams, wenn sie krank war, und führte ihren Briefwechsel, sogar mit engen Verwandten wie Neffen und Nichten. Zwar hat Addams den Großteil der Briefe zerstört, die sie auf Reisen von Smith erhielt, aber aus den Briefen, die von Addams an Smith gingen, ist eine tiefe Zuneigung erkennbar. Die beiden erwarben 1904 zusammen ein Ferienhaus in Bar Harbor an der Küste von Maine.
In ihrer Kindheit wurde Jane Addams in der Society of Friends, bekannt als die Quäker, erzogen, obwohl ihr Vater allen vier örtlich anwesenden Kirchengemeinden Spenden zukommen ließ. In Chicago war sie Mitglied einer presbyterianischen Gemeinde, besuchte auch häufig unitarische Versammlungen, wo sie Vorträge hielt. Am 21. Mai 1935 starb sie an Krebs.

## Soziale Arbeit und politisches Wirken
Nach ihrer Rückkehr aus Europa 1885 begann Jane Addams mit ihrer sozialen Arbeit. Sie betreute afroamerikanische Waisenkinder in Baltimore und war in mehreren karitativen Organisationen tätig. Am 18. September 1889 eröffnete sie mit Ellen Gates Starr zusammen das Hull House in Chicago, eines der ersten so genannten „Siedlungshäuser“ der USA, und wurde somit bedeutendste Vertreterin der amerikanischen Settlement-Bewegung. Diese war inspiriert durch die Toynbee Hall im südlichen London, welche von Samuel Augustus Barnett 1884 gegründet worden war. Die Settlementbewegung war eine grundlegende Bewegung innerhalb des anglikanischen Sozialwesens und der Gemeinwesenarbeit. Jane Addams kaufte das Haus von dem Erbe, welches ihr Vater hinterlassen hatte.
Settlements waren Zentren, die der armen Bevölkerung des jeweiligen Viertels Bildungs- und Sozialleistungen anboten und soziale Reformen vorantrieben. Hull House wurde jede Woche von etwa 2.000 Menschen besucht. Hull House konnte Einrichtungen anbieten wie eine Abendschule für Erwachsene, einen Kindergarten, Vereine für ältere Kinder, eine öffentliche Küche, eine Kunstgalerie, ein Kaffeehaus, eine Turnhalle, ein Schwimmbad, eine Buchbinderei, eine Musikschule, eine Schauspieltruppe, eine Bibliothek und verschiedene Arbeitsmaßnahmen.
Hull House diente auch als soziale Institution für Frauen. Addams war befreundet mit ihren Kollegen von der Chicagoer Schule der Soziologie und hatte durch ihre Arbeit in angewandter Soziologie auf diese Einfluss. Obwohl die wissenschaftlichen Soziologen jener Zeit die angewandte Soziologie als Sozialarbeit definierten, betrachtete sich Addams selbst nicht als Sozialarbeiterin. Sie war eine Mitautorin der Hull-House Maps and Papers in 1893, welche die Arbeitsgebiete und Methoden der Chicagoer Soziologie-Schule definierten. Mit George Herbert Mead zusammen arbeitete sie zu verschiedenen Themen der Sozialreform, wie z. B. den Rechten der Frauen oder dem Arbeitsstreik der Textilgewerkschaft 1910. Addams verband die zentralen Ideen des symbolischen Interaktionismus mit den Theorien des kulturellen Feminismus und des Pragmatismus, um ihre sozialarbeiterischen und soziologischen Ideen zu bilden.
Im Jahr 1910 wurde Jane Addams als erster Frau ein Ehrendoktortitel (Honorary Degree) der Universität Yale verliehen.
1911 half sie bei der Gründung der National Foundation of Settlements and Neighborhood Centers und war die erste Präsidentin dieser Vereinigung. Betroffen vom Beginn des Ersten Weltkrieges gründete die Pazifistin 1915 die Women’s International League for Peace and Freedom. Sie sprach sich gegen die Beteiligung der USA im Krieg aus und unterstützte damit die Haltung des Präsidenten Woodrow Wilson. Im selben Jahr übernahm sie die Leitung der großen internationalen Frauenkonferenz in Den Haag, bei der über 1.500 Frauen aus 28 Ländern anwesend waren. Jane Addams war ebenfalls eine Mitbegründerin der American Civil Liberties Union und der National Association for the Advancement of Colored People (NAACP). Außerdem war sie Mitglied der American Anti-Imperialist League und der American Sociology Association. Sie war auch führend in der Bewegung für das Frauenwahlrecht.
1929 wurde sie Ehrenpräsidentin der Women’s International League for Peace and Freedom und zwei Jahre später erhielt sie als erste Amerikanerin und zweite Frau den Friedensnobelpreis für ihr soziales Engagement. 1935, kurz vor ihrem Tod, nahm sie an der Feier zum 20-jährigen Bestehen der Women’s International League for Peace and Freedom teil.

## Theorie
Jane Addams lebte in Chicago zur Zeit der Industrialisierung. Diese brachte eine Reihe von sozialen Problemen mit sich, auf die die amerikanische Gesellschaft nicht vorbereitet war. Sie lebte in dem so genannten Hull-House in einem Chicagoer Armenviertel, denn sie wollte am Leben der Armen teilnehmen und deren Lebensbedingungen verbessern. Ihre Theorie entstand aus der Reflexion ihrer dortigen Tätigkeit.

### 1. Soziale und industrielle Probleme als Gegenstandsbereich
Sie sah soziale und industrielle Probleme als Gegenstandsbereich ihrer Sozialarbeitstheorie. Dabei waren ihr vor allem zwei Gesichtspunkte wichtig:
- Erforschung der Bedingungen und Auslöser, die zu sozialen Problemen führen
- Entwicklung von Methoden, um diese nachhaltig zu beseitigen.

Hunger und Krieg bezeichnete sie als größte Bedrohungen für die Menschheit und zählte daher deren Bekämpfung zur zentralen Aufgabe von sozialem Handeln.

### 2. Drei große Erklärungslinien

#### a. Die ökologisch-territoriale Aufspaltung der Klassen
- unterschiedliche Bevölkerungsschichten leben getrennt in unterschiedlichen Distrikten
- auch in den Fabriken als einzigem Berührungspunkt nach Positionen und Funktionen getrennt

#### b. Die männlich-militaristische Organisation der Städte
- männliche Elite herrscht in der Stadt
- deren defensiv-militärisches Leitbild verhindert soziale Verbesserungen für die Armen und die Erledigung sozialer städtischer Haushaltsaufgaben
- die Festung Stadt muss gegen innere und äußere Feinde verteidigt werden

#### c. Das Geschäftsinteresse internationaler Wirtschaftskonzerne
- die Geschäftsinteressen internationaler Wirtschaftskonzerne mit ihren riesigen Kapitalansammlungen blockieren politische Veränderungen

### 3. Ziele und Aufgaben Sozialer Arbeit
Als die wichtigsten Ziele sieht Jane Addams im Rahmen einer Ethik der Zusammengehörigkeit (solidarity) aller Menschen:
1. die Demokratie ins soziale Leben zu übertragen
2. zum Fortschritt der Menschheit beitragen
3. zur Lösung sozialer und industrieller Probleme beitragen
4. die christliche Lehre menschlich aufzufassen und anzuwenden

Der Weg zu diesen Zielen sei das Aushandeln von Vereinbarungen, Verträgen und Bündnissen zwischen gesellschaftlichen Gruppen und Nationen.

### 4. Eine dynamische Friedenstheorie
- Haupthindernis für den Frieden in der Welt ist die generell hohe Akzeptanz des Krieges und seine moralische Rechtfertigung in der Gesellschaft
- Forderung nach neuen, aktiven und streitbaren Friedensidealen
- Destruktivität moderner Industriegesellschaften als Feind des Friedens
- Soziale Empathie als Bedingungen einer ‚Kosmopolitischen Liebe‘

### 5. Die Bedeutung und Rechte der Frauen
Frauen sollen nicht mehr benachteiligt werden. Verpflichtung der Frauen für ‚Brot und Frieden’ ernst nehmen und sich gegen die Männer und ihre Interessen durchsetzen.
Jane Addams’ Theorie ist auch heute noch aktuell. Auch heute noch gilt die Verbindung von sozialer Gerechtigkeit, Sozialbewusstsein und Frieden genauso wie Verknüpfung mit politischem Handeln.
Viele von ihr als Ursachen für soziale Ungleichheit erkannte Probleme gibt es weiterhin. So kritisierte sie, dass die Geschäftsinteressen internationaler Wirtschaftskonzerne mit ihren riesigen Kapitalansammlungen politische Veränderungen zu blockieren versuchen.
Auch ihre Kritik an der Begründung von Kriegen als Mittel, Zivilisationen zu entwickeln, ist gerade in den letzten Jahren wieder aktuell geworden.
Zwar wurden die von Addams geschilderten sozialen und industriellen Probleme in einigen Staaten entschärft, international gelöst sind sie jedoch nicht. So wurden zwar erhebliche Schritte hin zu einer Gleichberechtigung der Geschlechter unternommen, erreicht ist diese jedoch nur in wenigen westlichen Staaten.

## Ehrungen
- 1910: Ehrendoktortitel der Yale University
- 1929: Ehrenpräsidentin der Women’s International League for Peace and Freedom
- 1931: Friedensnobelpreis (gemeinsam mit Nicholas Murray Butler)
- 1940: US-Briefmarke mit Motiv Jane Addams[4]
- 1994: Benennung eines Venuskraters nach ihr: Venuskrater Addams.[5]
- 2013: Google Doodle anlässlich ihres 153. Geburtstags[6]

## Schriften
- Democracy and social ethics. Macmillan, New York 1902.
  - Deutsch: Demokratie und Soziale Ethik, hrsg. v. Markus Hundeck und Eric Mührel, 2023, Beltz/Juventa.
- Newer Ideals of Peace. The Macmillan Company, New York, 1907.
- The Spirit of Youth and the City Streets. New York, The Macmillan Company, 1909.
- Twenty Years at Hull House. With autobiographical notes. New York, The New American Library, 1910.  3. Auflage 1912
- Symposium: child labor on the stage. National Child Labor Committee, New York [1911?].
- A New Conscience And An Ancient Evil,. New York, The Macmillan company, 1912.
- The Long Road of Woman's Memory. New York, The Macmillan Company, 1916.
- Peace and Bread in Time of War. New York, The Macmillan Company, 1922.
- The Second Twenty Years at Hull House. New York, The Macmillan Company, 1930.
- The Excellent Becomes the Permanent. New York, The Macmillan Company, 1932.
- My Friend Julia Lathrop. New York, The Macmillan Company, 1935. (ed. 2004, Urbana, University of Illinois Press)
- Bücher von Jane Addams im Internet Archive Online